# Pelé Eterno
Pelé Eterno es una película documental brasileña de 2004 dirigida por Aníbal Massaini Neto. Narra la vida y carrera del popular estrella de futbol Pelé, uno de los grandes futbolistas de todos los tiempos, desde sus inicios en su infancia rodeada de pobreza hasta el presente.
La película incluye los grandes momentos de Pelé, sus títulos, momentos interesantes de su vida nunca antes vistos, y testimonios de personalidades como Zito, Pepe, Zagallo, Tostão, Rivelino, Carlos Alberto Torres, y muchos otros.